# Avon Long
Pour les articles homonymes, voir Long.
Avon Long, né le 18 juin 1910 à Baltimore (Maryland) et mort le 15 février 1984 à New York (État de New York), est un acteur, chanteur et danseur américain.

## Biographie

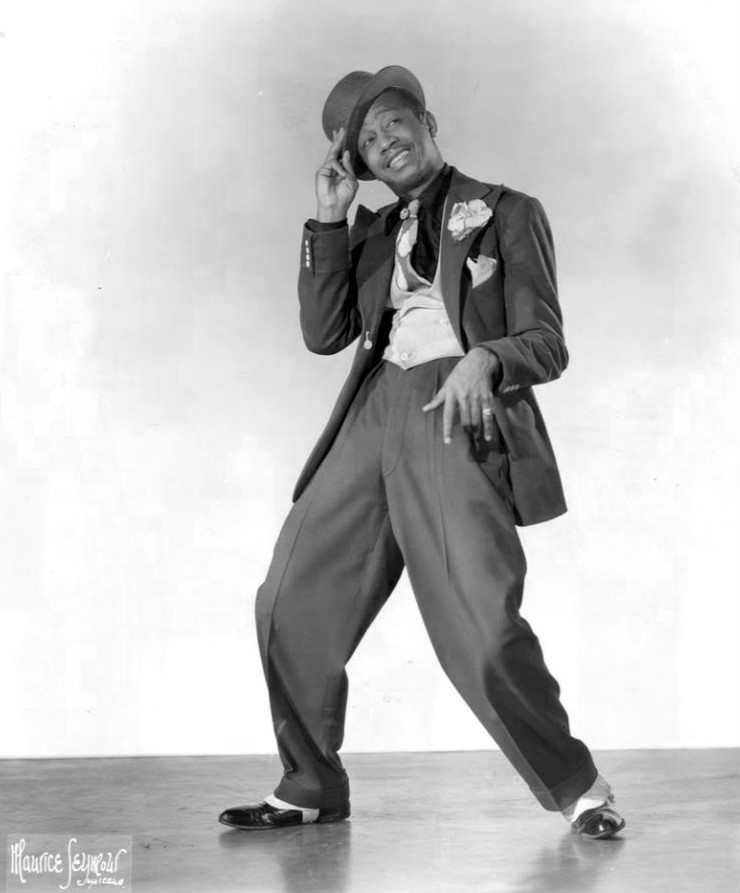
Dans l'opéra Porgy and Bess, en 1943 à Broadway (en costume de Sportin' Life, photo promotionnelle)

Chanteur et danseur au Cotton Club (New York) en 1934, Avon Long apparaît à ce titre pour la première fois au cinéma dans le court métrage musical Cab Calloway's Jitterbug Party (1935, avec Cab Calloway et Lena Horne). Suivent neuf longs métrages américains, le premier étant Quadrille d'amour d'Otto Preminger (1946, avec Cornel Wilde et Linda Darnell) ; le dernier sort en 1984 (année de sa mort à 73 ans, des suites d'un cancer).
Son deuxième long métrage est Romance à Rio de Michael Curtiz (1948, avec Jack Carson et Janis Paige) ; mentionnons également L'Arnaque de George Roy Hill (1973, avec Paul Newman et Robert Redford) et Un fauteuil pour deux de John Landis (son avant-dernier film américain, 1983, avec Dan Aykroyd et Eddie Murphy).
S'ajoute le film franco-italien Rêve de singe de Marco Ferreri (1978, avec Gérard Depardieu et Marcello Mastroianni).
À la télévision américaine, il se produit dans deux séries, la première en 1959 ; la seconde est la mini-série Racines 2 : Les Nouvelles Générations (un épisode, 1979). Il contribue aussi à deux téléfilms, diffusés respectivement en 1957 et 1980.
Au théâtre, il joue notamment à Broadway (New York), où il débute en 1936 dans la comédie musicale Black Rythm (avec Jeni Le Gon). Suivent six autres comédies musicales, dont Beggar's Holiday sur une musique de Duke Ellington (1946-1947, avec Alfred Drake et Zero Mostel) et Don't Play Us Cheap (en) (sa dernière à Broadway, 1972, avec Mabel King et Esther Rolle) sur une musique et une mise en scène de Melvin Van Peebles — également réalisateur de l'adaptation au cinéma de 1973, sous le même titre, où Avon Long reprend son rôle de Frère David « Dave », qui lui vaut une nomination au Tony Award du meilleur second rôle masculin dans une comédie musicale —.
De plus, il interprète deux pièces sur les planches new-yorkaises, la première étant Les Verts Pâturages de Marc Connelly (1951, avec Ossie Davis) qui fait l'objet d'une version téléfilmée avec lui en 1957 ; la seconde est représentée en 1954-1955. Enfin, dans la revue Bubbling Brown Sugar (en) (1976-1977), il tient le rôle principal, pour son ultime prestation à Broadway.
Fait notable, au même lieu, il personnifie Sportin' Life dans l'opéra de George et Ira Gershwin Porgy and Bess, lors de reprises en 1942 et 1943 (aux côtés de Todd Duncan dans le rôle de Porgy qu'il crée en 1935), puis en 1944.

## Théâtre à Broadway (intégrale)
(comédies musicales, sauf mention contraire)
- 1936 : Black Rythm, musique, lyrics et livret de Donald Heywood (en) : « Rythm »
- 1939-1940 : Very Warm for May (en), musique de Jerome Kern (arrangée et orchestrée par Robert Russell Bennett), lyrics et livret d'Oscar Hammerstein II, mise en scène, décors et costumes de Vincente Minnelli :Jackson
- 1942 : Porgy and Bess, opéra, musique de George Gershwin, lyrics et livret d'Ira Gershwin et DuBose Heyward : Sportin' Life (rôle repris en 1943 et 1944)
- 1945 : Memphis Bound! (en), musique et lyrics de Don Walker (en) et Clay Warnick (en), livret d'Albert Wineman Barker et Sally Benson, costumes de Lucinda Ballard : Winfield Carter
- 1945 : Carib Song (en), musique de Baldwin Bergensen, lyrics et livret de William Archibald, décors et lumières de Jo Mielziner :le pêcheur
- 1946-1947 : Beggar's Holiday, musique de Duke Ellington, lyrics et livret de John La Touche (en), d'après The Beggar's Opera de John Gay, décors d'Oliver Smith : Careless Love
- 1951 : Les Verts Pâturages (The Green Pastures), pièce de (et mise en scène par) Marc Connelly, décors de Robert Edmond Jones : le premier ange / Ham / le grand magicien / le roi de Babylone
- 1952 : Shuffle Along, musique d'Eubie Blake, lyrics de Noble Sissle, livret de Flourney Miller et Paul Gerard Smith : Lieutenant Jim Crocker
- 1954-1955 : Mrs. Patterson, pièce de Charles Sebree (en) et Greer Johnson, décors et costumes de Raoul Pène Du Bois : « M. D »
- 1972 : Don't Play Us Cheap (en), musique, lyrics, livret et mise en scène de Melvin Van Peebles : Frère David « Dave »
- 1976-1977 : Bubbling Brown Sugar (en), revue, musique et lyrics de divers auteurs, livret de Loften Mitchell (en) (sur une idée de Rosetta LeNoire) : John Sage / Rusty (+ lyrics additionnels)

## Filmographie partielle

### Cinéma
(films américains, sauf mention contraire)
- 1935 : Cab Calloway's Jitterbug Party (en) de Fred Waller (en) (court métrage) : un chanteur et danseur
- 1946 : Quadrille d'amour (Centennial Summer) d'Otto Preminger : un chanteur
- 1948 : Romance à Rio (Romance on the High Seas) de Michael Curtiz : un chanteur
- 1956 : Le Supplice des aveux (The Rack) d'Arnold Laven : un serveur en chambre à l'hôtel
- 1968 : La Vallée du bonheur (Finian's Rainbow) de Francis Ford Coppola : un pèlerin
- 1973 : L'Arnaque (The Sting) de George Roy Hill : Benny Garfield
- 1973 : Don't Play Us Cheap (en) de Melvin Van Peebles : Frère David « Dave »
- 1974 : Harry et Tonto (Harry and Tonto) de Paul Mazursky : Leroy
- 1978 : Rêve de singe (Ciao Maschio) de Marco Ferreri (film franco-italien) : Miko
- 1983 : Un fauteuil pour deux (Trading Places) de John Landis : Ezra

### Télévision
- 1957 : Les Verts Pâturages (The Green Pastures), téléfilm de George Schaefer : le premier joueur
- 1979 : Racines 2 : Les Nouvelles Générations (Roots: The Next Generations), mini-série, épisode 1 de John Erman : « Chicken » George Moore
- 1980 : FDR: The Last Year, téléfilm d'Anthony Page : Bunnright

## Distinction
- 1973 : Nomination au Tony Award du meilleur second rôle masculin dans une comédie musicale, pour Don't Play Us Cheap (en).